# رفاعة بن شداد
رفاعة بن شداد ولقبه أبو عاصم الكوفي. فقيه قارئ وشاعر، من خيار أصحاب الخليفة الراشد الامام علي بن أبي طالب، ومن الشجعان المقدمين. وهو من الرهط الذين تولّوا تجهيز أبي ذر بعد وفاته بالرَّبذة، وذكره يزيد بن محمد بن إياس الازدي في كتاب طبقات محدثي أهل الموصل وفقهائهم. شهد مع الامام علي بن أبي طالب معركة صفين وكان أميراً على بَجيلة.

## نسبه
رفاعة بن شداد بن عبد الله بن بشر بن بدا بن فتيان بن ثعلبة بن معاوية بن زيد بن الغوث البجلي الأنماري.

## عين الوردة
كان رفاعة من رؤساء التوابين، شهد معركة عين الوردة ولم يُقتل، حيث أنه لما عجز عن نصر الحسين بن علي ندم، وقاد جيش التوابين الذي التقى جيش عبيد الله بن زياد في معركة عين الوردة في ربيع الآخر سنة 65 هـ، و هٌزِموا هزيمة قاسية.

## مقتله
كان بصفوف المختار الثقفي فحارب ضد الأمويين وقٌتل عام 66 هـ.

## روايته للحديث
روى عن: عمرو بن الحَمِق الخزاعي، وهو صحابي. وروى عنه: السُّدّي، وعبد الملك بن عُمير.